# Krisztina Egyed
Krisztina Egyed (Boedapest, 26 augustus 1976) is een Hongaars schaatsster.
Egyed was in 1997 deelneemster op het WK Schaatsen. Ze was de zevende vrouw uit Hongarije die aan dit kampioenschap deelnam, 28 jaar nadat Kornelia Ihász Hongarije in 1969 voor het laatst vertegenwoordigde. Haar tweede deelname op het WK van 2001 in haar geboorteplaats is tot nu toe de laatste deelname van Hongarije bij de vrouwen.
Egyed heeft acht opeenvolgende keren meegedaan aan de Europese kampioenschappen en vier keer aan de Olympische Spelen.

## Persoonlijke records
| Afstand    | Tijd    | Datum            | Baan           |
| ---------- | ------- | ---------------- | -------------- |
| 500 meter  | 39,47   | 13 februari 2002 | Salt Lake City |
| 1000 meter | 1.17,09 | 12 januari 2003  | Salt Lake City |
| 1500 meter | 1.59,86 | 20 februari 2002 | Salt Lake City |
| 3000 meter | 4.21,24 | 3 februari 2001  | Heerenveen     |
| 5000 meter | 7.40,27 | 10 januari 1999  | Heerenveen     |

## Resultaten
| Jaar | EK Allround | WK Allround | WK Sprint | WK Afstanden        | Olympische Spelen            | WK Junioren |
| ---- | ----------- | ----------- | --------- | ------------------- | ---------------------------- | ----------- |
| 1991 |             |             | 26e       |                     |                              |             |
| 1992 |             |             |           |                     | 32e 500m 34e 1000m 32e 1500m | NC29        |
| 1993 |             |             |           |                     |                              | NC15        |
| 1994 |             |             |           |                     | 30e 500m 34e 1000m           |             |
| 1995 |             |             |           |                     |                              | 14e         |
| 1996 |             |             | 23e       |                     |                              | 9e          |
| 1997 | NC18        | NC24        |           |                     |                              |             |
| 1998 | NC17        |             | 30e       |                     | 32e 500m 23e 1000m 27e 1500m |             |
| 1999 | NC15        |             | 28e       | 18e 1000m 23e 3000m |                              |             |
| 2000 | 13e         |             | 26e       | 18e 1000m 21e 1500m |                              |             |
| 2001 | DQ4         | NC19        | 29e       |                     |                              |             |
| 2002 | NC20        |             | 31e       |                     | 27e 500m 24e 1000m 23e 1500m |             |
| 2003 | 11e         |             | 26e       |                     |                              |             |
| 2004 | NC18        |             |           |                     |                              |             |